# Atsushi Inoue
Atsushi Inoue (井上 敦史 Inoue Atsushi?), född 28 maj 1977 i Saitama prefektur, är en japansk före detta fotbollsspelare.
Inoue började sin karriär 2000 i Consadole Sapporo. Efter Consadole Sapporo spelade han för Yokogawa Musashino och Gainare Tottori. Han avslutade karriären 2012.